# William M. Tweed
William Magear Tweed (New York, 3 aprile 1823 – New York, 12 aprile 1878) è stato un politico statunitense.

A volte il suo nome è stato erroneamente riportato come William Marcy Tweed, comunque meglio noto come Boss Tweed per essere stato a capo della Tammany Hall, l'apparato del Partito Democratico che svolse un ruolo determinante nella politica della New York del XIX secolo. Al culmine della sua ascesa, Tweed era il terzo fra i proprietari terrieri di New York, era a capo della Erie Railway, della Tenth National Bank, della New York Printing Company, nonché titolare del Metropolitan Hotel.
Tweed fu eletto alla Camera dei Rappresentanti degli Stati Uniti nel 1852 e nel Consiglio comunale di New York City nel 1856. Nel 1858, Tweed divenne il "Grand Sachem" di Tammany Hall. Nel 1867 venne eletto al Senato dello Stato di New York.
Tweed fu condannato per aver rubato tra i 40 e i 200 milioni di dollari (in base al tasso di inflazione o svalutazione dal 1870 del 2,7%, l'importo oscilla tra 1,5 e 8 miliardi di dollari del 2010) dei contribuenti di New York City ricorrendo alla corruzione. Tweed morì nel carcere federale di Ludlow Street a New York.

## Inizi
Tweed nacque il 3 aprile 1823, nel Lower East Side, un quartiere di Manhattan, figlio di un fabbricante di sedie di origine scozzese-irlandese. Tweed fece il suo ingresso in politica, quando organizzò una compagnia di vigili del fuoco volontari la Americus Fire Company No. 6 (nota anche come "big six"). Tweed venne alla Camera dei Rappresentanti nel 1852, al New York Board of Advisors nel 1856 e al Senato dello Stato di New York nel 1867. Gli imprenditori, Jason Gould e James Fisk nominarono Tweed direttore della Erie Railroad,  Tweed, a sua volta fece approvare leggi a loro favorevoli. Tweed e Gould comparvero nelle vignette di satira politica disegnate da Thomas Nast a partire dal 1869.

## Scandalo

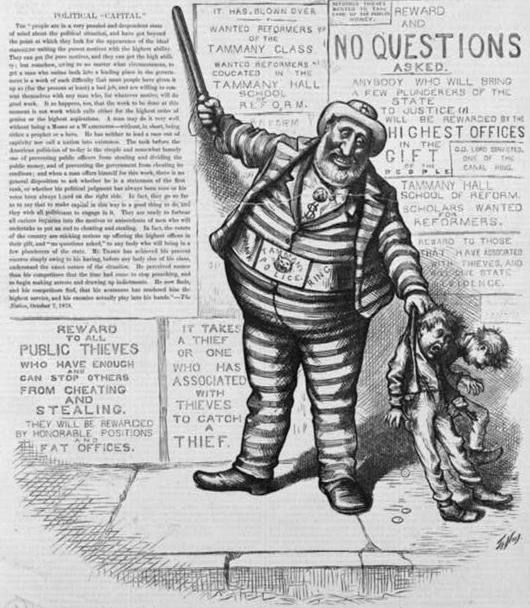
Tweed-le-dee and Tilden-dum
Una vignetta di Nast su Harper's Weekly raffigura Tweed come un agente di polizia che apostrofa due ragazzi, "Se tutto ciò che vuole la gente è che qualcuno venga arrestato, allora Io condannerò voi saccheggiatori. Vi sarà permesso di fuggire, nessuno si farà del male e così Tilden andrà alla Casa Bianca ed Io sarò governatore ad Albany."

Nel 1870 Tweed, in quanto commissario ai lavori pubblici, fu a capo di una cricca che aveva sotto il proprio controllo il governo della città di New York. Lui e suoi accoliti - Peter Barr Sweeny (Commissario ai Parchi Pubblici), Richard B. Connolly (controllore della spesa pubblica) e il sindaco A. Oakey Hall - frodarono i contribuenti di molti milioni di dollari. Secondo Albert Bigelow Paine "i loro metodi furono curiosamente semplici e primitivi. Non ci furono abili manipolazioni di cifre, rendendo difficile l'individuazione... Connolly, come addetto al controllo, aveva in carico i libri contabili e rifiutò di mostrarli. Con i suoi compagni, lui controllava anche i giudici e la maggior parte degli avvocati".
Alle imprese che lavoravano per la città e che erano state prescelte dalla cricca veniva detto di moltiplicare l'importo di ciascuna fattura per cinque, dieci o cento; dopo di che, ottenuto il benestare del sindaco Hall e la firma di Connolly, venivano pagate attraverso un intermediario che, incassato il mandato di pagamento gonfiato, pagava alle ditte l'importo originale in fattura e divideva il resto della somma fra Tweed, Sweeny, Connolly e Hall"; ad esempio, il costo della costruzione del Tribunale della Contea di New York, noto comunemente come la Tweed Courthouse, iniziata nel 1861, crebbe fino a quasi $13 milioni (circa 178 milioni di dollari di oggi e quasi il doppio della cifra pagata dagli Stati Uniti alla Russia zarista per l'Acquisto dell'Alaska nel 1867):
"un carpentiere venne pagato $360,751 (circa 4,9 milioni di dollari di oggi) per un mese di lavoro in un edificio con pochi lavori in legno ... uno stuccatore guadagnò $133,187 (1,82 milioni di dollari odierni) per due giorni di lavoro".
La caduta di Tweed iniziò nell'aprile del 1870, quando rifiutò di autorizzare la Orange Parade, una celebrazione protestante annuale. Il capo della polizia James O'Brien, il cui sostegno a Tweed era stato incostante durante il "regno" di Tammany Hall, fornì al The New York Times la prova di appropriazione indebita a seguito della sommossa fra protestanti e cattolici che scoppiò nel giorno della parata. Si è detto che al quotidiano vennero offerti 5 milioni di dollari per non pubblicare le prove del reato. In una successiva intervista, l'unica risposta di Tweed fu: "Bene, cosa avete intenzione di fare?". I resoconti del The New York Times e le vignette di satira politica realizzate da Thomas Nast e pubblicate su Harper's Weekly favorirono nel 1871 l'elezione di numerosi candidati dell'opposizione. Per quanto riguarda le vignette di Nast, Tweed disse: "Bloccate quei dannati disegni. Non mi interessa affatto ciò che i giornali dicono di me. I miei elettori non sanno leggere, ma non possono fare a meno di guardare quei maledetti disegni!"

## Prigionia, fuga e morte
Nell'Ottobre del 1871, Tweed venne arrestato e fu chiesta una cauzione di 8 milioni di dollari. L'impegno dei riformisti democratici William H. Wickham (sindaco di New York City nel 1875) e di Samuel J. Tilden (nel 1876 candidato Democratico alle presidenziali) portò alla celebrazione del processo di Tweed e alla condanna nel 1873. Tweed fu condannato a 12 anni di carcere, pena ridotta in appello, e scontò solo un anno. Tweed venne nuovamente arrestato perché debitore verso lo Stato di New York di 6 milioni di dollari e venne chiesta una cauzione di 3 milioni di dollari. Il 4 dicembre del 1875, Tweed sfuggì alla custodia dello sceriffo William C. Conner e si rifugiò in Spagna dove lavorò come marinaio su di una nave.
Il governo degli U.S.A. non appena seppe del suo rifugio in Spagna cercò di ottenerne l'arresto da parte delle autorità spagnole. Si dice che venne riconosciuto dagli uomini della polizia spagnola sulla base delle vignette, ritenendo che fosse un rapitore di bambini. Tweed venne consegnato alle autorità di New York City che il 23 novembre 1876 lo rinchiusero in carcere.
Tweed mori nella prigione di Ludlow Street il 12 aprile 1878 per una polmonite. Fu sepolto nel Cimitero di Green-Wood a Brooklyn.

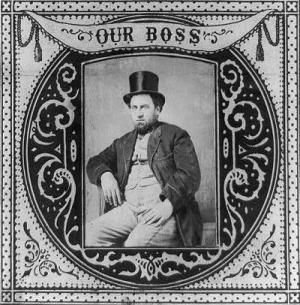
Etichetta di tabacco del 1869 raffigurante Tweed

## Meriti
Negli studi su Tweed e l'organizzazione Tammany Hall, gli storici hanno sottolineato in particolare il lato oscuro di Boss Tweed. Pur avendo sottratto milioni pubblici, Tweed apportò molti miglioramenti alla città di New York, tra cui l'ampliamento di Broadway tra la 34th Street e la 59th Street e la costruzione di molti edifici a Manhattan.
Tweed si batté anche perché si legiferasse in merito a sovvenzioni agli istituti di beneficenza privati di qualsiasi confessione religiosa, alle scuole cattoliche, agli orfanotrofi, agli ospedali e perché in ogni scuola fosse disponibile la Bibbia; fra il 1869 e il 1871, sotto l'influenza di Tweed, lo Stato di New York spese per beneficenza di più che nel periodo dal 1852 al 1868; Tweed si interessò per il finanziamento di una scuola per insegnanti e per l'abolizione delle punizioni corporali nelle scuole, come pure per un aumento degli stipendi degli insegnanti.

### Approfondimenti di lettura
- Ashby, Ruth. Boss Tweed and Tammany Hall San Diego, Calif.: Blackbirch Press, 2002.
- Lynch, Denis T. Boss Tweed The story of a grim generation. Blue Ribbon Books NY first print 1927 copyright Boni & Liveright Inc.
- Mandelbaum, Seymour J. Boss Tweed's New York, 1965. ISBN 0-471-56652-7
- Ackerman, Kenneth D. Boss Tweed: The Rise and Fall of the Corrupt Politician Who Conceived the Soul of New York, 2006.
- Hershkowitz, Leo. Tweed's New York: Another Look, 1977.